# Маркеш-ди-Помбал (станция метро)
«Марке́ш-ди-Помба́л» (порт. Marquês de Pombal — Маркиз де Помбал) — станция Лиссабонского метрополитена. Одна из первых одиннадцати станций метро в Лиссабоне. Находится в центральной части города. Является пересадочной станциeй между Синей линией (Линией Чайки) и Жёлтой линией (Линией Подсолнечника). На Синей линии находится между станциями «Парке» и «Авенида». На Жёлтой линии находится между станциями «Рату» и «Пикуаш». Открыта 29 декабря 1959 года. До 1995 года называлась «Ротунда» (порт. Rotunda). Название связано с площадью Маркиза ди Помбала (порт. Praça Marquês de Pombal), под которой расположена станция.

## Описание
Станция была введена в эксплуатацию в составе первой очереди, и фактически являлась первой пересадочной станцией метрополитена. Долгое время станция была одним из самых напряжённых узлов, так как, имея два пути, принимала составы с трёх станций. В связи с этим план по расширению метрополитена до 1999 года подразумевал создание второго подземного вестибюля для принятия поездов. Новый вестибюль открылся в 1995 году.
В связи с реконструкцией было решено украсить одну из платформ скульптурой Маркиза ди Помбала. По замыслу лиссабонского скульптора, Жуана Кутилейру, Помбал изображён держащим в руках свиток с планом восстановления города после разрушительного землетрясения 1755 года. Так же в 1998 году станция была переименована в честь Маркиза ди Помбала.

## Галерея

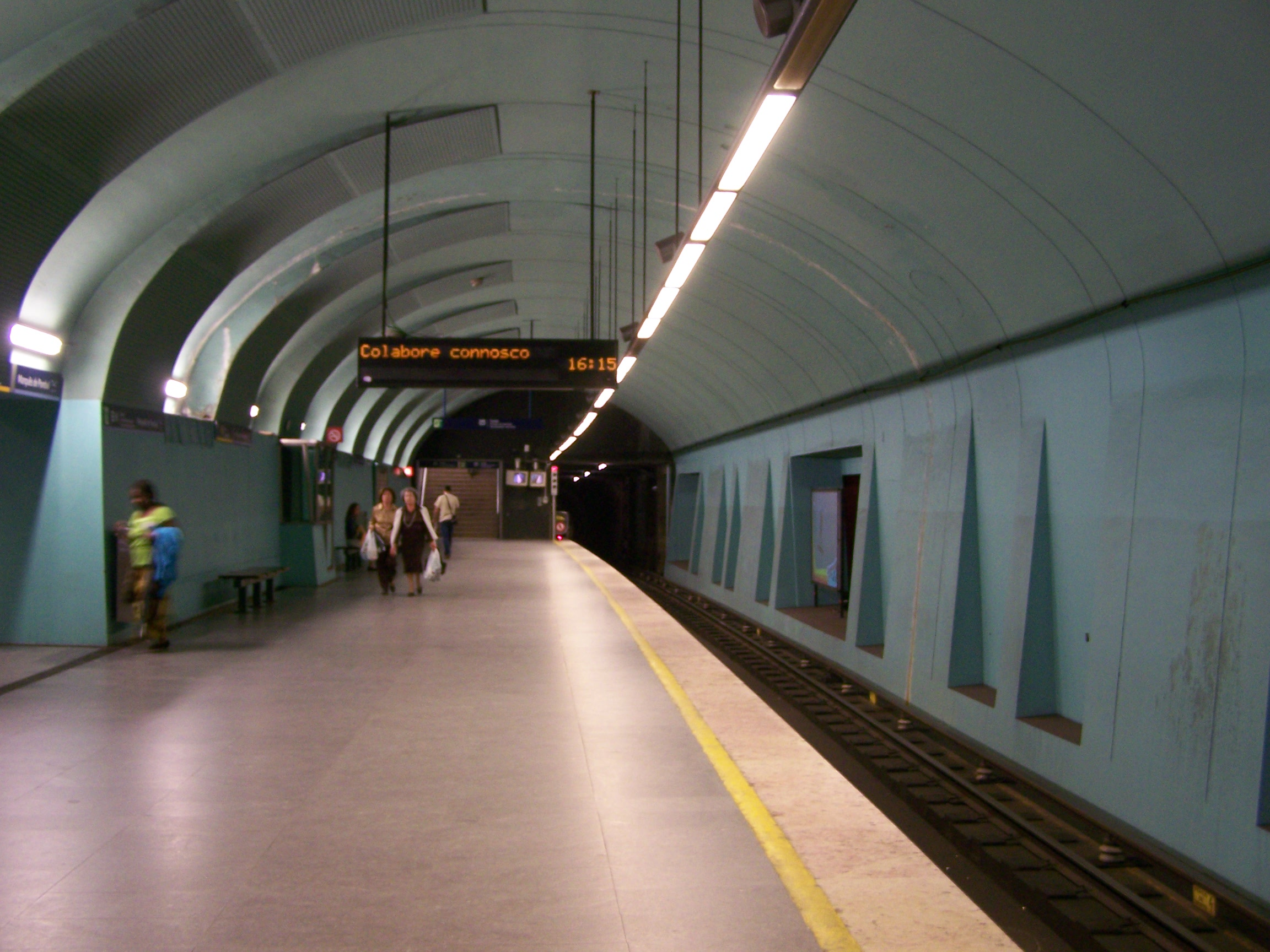
Посадочная платформа Синей линии
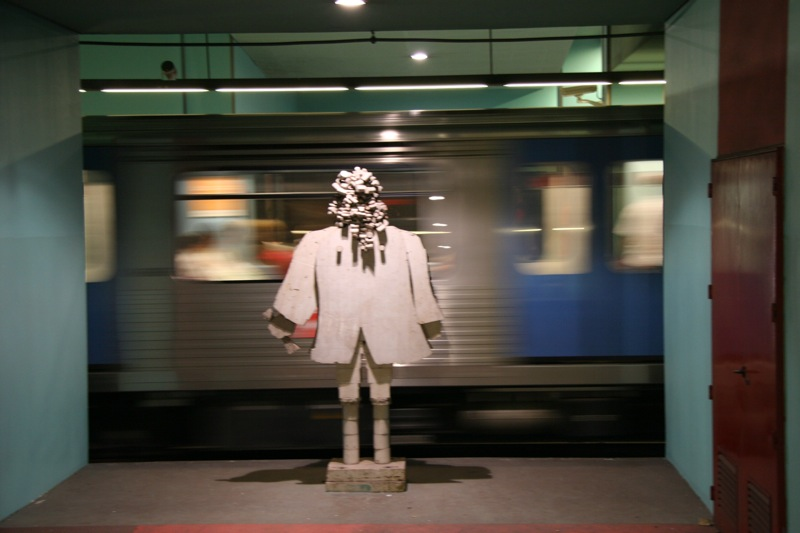
Статуя маркиза ди Помбала на Синей линии
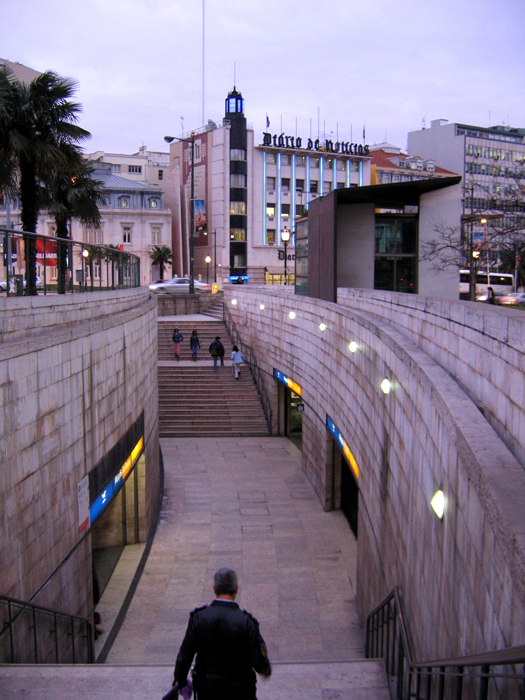
Вход на станцию
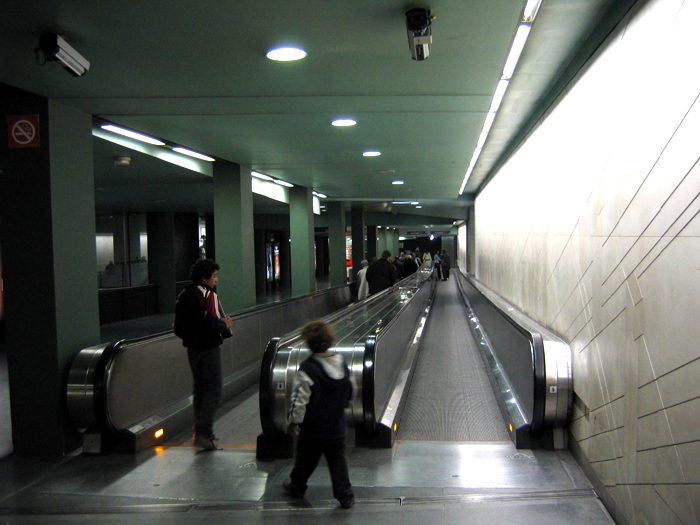
Переход между линиями
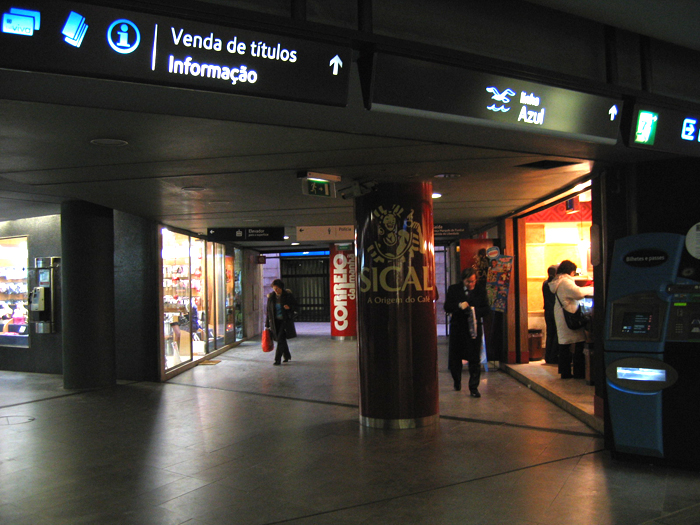
Наземный вестибюль